# غزال (الخبت)

تعديل مصدري - تعديل

غزال هي إحدى قرى عزلة نمرة بمديرية الخبت التابعة لمحافظة المحويت، بلغ تعداد سكانها 270 نسمة حسب تعداد اليمن لعام 2004.